# BRDC International Trophy 1970
Le BRDC International Trophy 1970, est une course de Formule 1 et de Formule 5000 (en rouge dans les tableaux) hors-championnat disputée sur le circuit de Silverstone le 26 avril 1970.

## Classement des deux manches préliminaires

### Classement de la première manche
| Pos. | no | Pilote         | Écurie             | Tours | Temps/Abandon  |
| ---- | -- | -------------- | ------------------ | ----- | -------------- |
| 1    | 15 | Chris Amon     | March-Cosworth     | 26    | 36 min 7 s 7   |
| 2    | 1  | Jackie Stewart | March-Cosworth     | 26    | + 12 s 1       |
| 3    | 14 | Piers Courage  | De Tomaso-Cosworth | 26    | + 37 s 8       |
| 4    | 4  | Bruce McLaren  | McLaren-Cosworth   | 26    | + 51 s 2       |
| 5    | 8  | Jochen Rindt   | Lotus-Cosworth     | 26    | + 1 min 15 s 8 |
| 6    | 5  | Denny Hulme    | McLaren-Cosworth   | 26    | + 1 min 16 s 1 |
| 7    | 61 | Peter Gethin   | McLaren-Chevrolet  | 25    | + 1 tour       |
| 8    | 53 | Mike Hailwood  | Lola-Chevrolet     | 25    | + 1 tour       |
| 9    | 6  | Reine Wisell   | McLaren-Cosworth   | 25    | + 1 tour       |
| 10   | 30 | Frank Gardner  | Lola-Chevrolet     | 25    | + 1 tour       |
| 11   | 9  | John Miles     | Lotus-Cosworth     | 25    | + 1 tour       |
| 12   | 54 | Mike Walker    | McLaren-Chevrolet  | 25    | + 1 tour       |
| 13   | 78 | Davie Powell   | Lola-Chevrolet     | 24    | + 2 tours      |
| 14   | 3  | Graham Hill    | Lotus-Cosworth     | 24    | + 2 tours      |
| 15   | 99 | Gordon Spice   | Kitchener-Cosworth | 24    | + 2 tours      |
| 16   | 64 | Trevor Taylor  | Surtees-Chevrolet  | 23    | + 3 tours      |
| 17   | 17 | Pete Lovely    | Lotus-Cosworth     | 23    | + 3 tours      |
| Abd. | 2  | Jack Brabham   | Brabham-Cosworth   | 22    | Moteur         |
| Abd. | 42 | Howden Ganley  | McLaren-Chevrolet  | 24    | Mécanique      |
| 18   | 66 | Fred Saunders  | Crosslé-Rover      | 22    | + 4 tours      |
| 19   | 40 | Kaye Griffiths | Lola-Chevrolet     | 21    | + 4 tours      |
| Abd. | 52 | Graham McRae   | McLaren-Chevrolet  | 16    |                |
| Abd. | 65 | David Hobbs    | Surtees-Chevrolet  | 9     |                |
| Abd. | 21 | David Prophet  | McLaren-Chevrolet  | 1     |                |
| Np.  | 50 | Mike Woolley   | Lotus-Ford         |       | Non partant    |
| Np.  | 56 | Chris Craft    | Leda-Ford          |       | Non partant    |
| Np.  | 70 | Alan Rollinson | Lotus-Chevrolet    |       | Non partant    |

### Classement de la deuxième manche
| Pos. | no | Pilote            | Écurie             | Tours | Temps/Abandon         |
| ---- | -- | ----------------- | ------------------ | ----- | --------------------- |
| 1    | 1  | Jackie Stewart    | March-Cosworth     | 26    | 37 min 22 s 6         |
| 2    | 15 | Chris Amon        | March-Cosworth     | 26    | + 1 s 9               |
| 3    | 14 | Piers Courage     | De Tomaso-Cosworth | 26    | + 27 s 7              |
| 4    | 3  | Graham Hill       | Lotus-Cosworth     | 26    | + 41 s 0              |
| 5    | 4  | Bruce McLaren     | McLaren-Cosworth   | 26    | + 54 s 8              |
| 6    | 6  | Reine Wisell      | McLaren-Cosworth   | 26    | + 1 min 24 s 2        |
| 7    | 30 | Frank Gardner     | Lola-Chevrolet     | 25    | + 1 tour              |
| 8    | 53 | Mike Hailwood     | Lola-Chevrolet     | 25    | + 1 tour              |
| 9    | 54 | Mike Walker       | McLaren-Chevrolet  | 25    | + 1 tour              |
| 10   | 5  | Denny Hulme       | McLaren-Cosworth   | 24    | + 2 tours             |
| 11   | 64 | Trevor Taylor     | Surtees-Chevrolet  | 24    | + 2 tours             |
| 12   | 78 | Davie Powell      | Lola-Chevrolet     | 24    | + 2 tours             |
| 13   | 17 | Pete Lovely       | Lotus-Cosworth     | 23    | + 3 tours             |
| 14   | 40 | Kaye Griffiths    | Lola-Chevrolet     | 22    | + 4 tours             |
| 15   | 99 | Gordon Spice      | Kitchener-Cosworth | 19    | + 7 tours             |
| Abd. | 61 | Peter Gethin      | McLaren-Chevrolet  | 15    | Mécanique             |
| Abd. | 9  | John Miles        | Lotus-Cosworth     | 13    | Pédale d'accélérateur |
| Abd. | 52 | Graham McRae      | McLaren-Chevrolet  | 10    | Accident              |
| Abd. | 66 | Fred Saunders     | Crosslé-Rover      | 10    | Mécanique             |
| Abd. | 8  | Jochen Rindt      | Lotus-Cosworth     | 7     | Allumage              |
| Np.  | 42 | Howden Ganley     | McLaren-Chevrolet  |       | Non partant           |
| Np.  | 2  | Jack Brabham      | Brabham-Cosworth   |       | Non partant           |
| Np.  | 65 | David Hobbs       | Surtees-Chevrolet  |       | Non partant           |
| Np.  | 21 | David Prophet     | McLaren-Chevrolet  |       | Non partant           |
| Np.  | 70 | Alan Rollinson    | Lotus-Chevrolet    |       | Non partant           |
| Np.  | 7  | John Surtees      | McLaren-Cosworth   |       | Non partant           |
| Np.  | 16 | Andrea De Adamich | McLaren-Alfa Romeo |       | Non partant           |
| Np.  | 14 | Jackie Stewart    | De Tomaso-Cosworth |       | Inscrit en réserve    |
| Np.  | 50 | Mike Woolley      | Lotus-Ford         |       | Non partant           |
| Np.  | 56 | Chris Craft       | Leda-Ford          |       | Non partant           |

## Classement de la course
| Pos. | no | Pilote            | Écurie             | Tours | Temps/Abandon      |
| ---- | -- | ----------------- | ------------------ | ----- | ------------------ |
| 1    | 15 | Chris Amon        | March-Cosworth     | 52    | 1 h 13 min 32 s 2  |
| 2    | 1  | Jackie Stewart    | March-Cosworth     | 52    | + 10 s 0           |
| 3    | 14 | Piers Courage     | De Tomaso-Cosworth | 52    |                    |
| 4    | 4  | Bruce McLaren     | McLaren-Cosworth   | 52    |                    |
| 5    | 6  | Reine Wisell      | McLaren-Cosworth   | 51    | + 1 tour           |
| 6    | 5  | Denny Hulme       | McLaren-Cosworth   | 50    | + 2 tours          |
| 7    | 53 | Mike Hailwood     | Lola-Chevrolet     | 50    | + 2 tours          |
| 8    | 30 | Frank Gardner     | Lola-Chevrolet     | 50    | + 2 tours          |
| 9    | 3  | Graham Hill       | Lotus-Cosworth     | 50    | + 2 tours          |
| 10   | 54 | Mike Walker       | McLaren-Chevrolet  | 50    | + 2 tours          |
| 11   | 78 | Davie Powell      | Lola-Chevrolet     | 48    | + 4 tours          |
| 12   | 64 | Trevor Taylor     | Surtees-Chevrolet  | 47    | + 5 tours          |
| 13   | 17 | Pete Lovely       | Lotus-Cosworth     | 46    | + 6 tours          |
| 14   | 99 | Gordon Spice      | Kitchener-Cosworth | 43    | + 9 tours          |
| 15   | 40 | Kaye Griffiths    | Lola-Chevrolet     | 43    | + 9 tours          |
| 16   | 61 | Peter Gethin      | McLaren-Chevrolet  | 40    | + 12 tours         |
| 17   | 9  | John Miles        | Lotus-Cosworth     | 37    | + 15 tours         |
| Abd. | 8  | Jochen Rindt      | Lotus-Cosworth     | 33    | Moteur             |
| Abd. | 42 | Howden Ganley     | McLaren-Chevrolet  | 24    | Mécanique          |
| Abd. | 2  | Jack Brabham      | Brabham-Cosworth   | 22    | Moteur             |
| Abd. | 66 | Fred Saunders     | Crosslé-Rover      | 17    |                    |
| Abd. | 52 | Graham McRae      | McLaren-Chevrolet  | 16    |                    |
| Abd. | 65 | David Hobbs       | Surtees-Chevrolet  | 9     |                    |
| Abd. | 21 | David Prophet     | McLaren-Chevrolet  | 1     |                    |
| Np.  | 70 | Alan Rollinson    | Lotus-Chevrolet    |       | Non partant        |
| Np.  | 7  | John Surtees      | McLaren-Cosworth   |       | Non partant        |
| Np.  | 16 | Andrea De Adamich | McLaren-Alfa Romeo |       | Non partant        |
| Np.  | 14 | Jackie Stewart    | De Tomaso-Cosworth |       | Inscrit en réserve |
| Np.  | 50 | Mike Woolley      | Lotus-Ford         |       | Non partant        |
| Np.  | 56 | Chris Craft       | Leda-Ford          |       | Non partant        |

Légende:
- Abd.= Abandon - Np.=Non partant

## Pole position et record du tour
- Pole position :  Chris Amon (March-Cosworth) en 1 min 21 s 4.
- Meilleur tour en course :  Chris Amon (March-Cosworth) en 1 min 22 s 1.